# منتزه جزيرة ويلسلي الحكومي
منتزه جزيرة ويلسلي الحكومي، تبلغ مساحته 2,636 أكر (10.67 كـم2) وهو منتزه حكومي يقع على جزيرة ويلسلي في نهر سانت لورانس في بلدة أورليانز في مقاطعة جيفرسون، نيويورك. قُسم المنتزه إلى أقسام في أجزاء مختلفة من الجزيرة. لديه أكبر مجمع تخييم في منطقة جزر الألفية بما في ذلك المعسكرات البرية على ضفاف سانت لورانس التي لا يمكن الوصول إليها إلا سيرًا على الأقدام أو بالقوارب. المنتزة مفتوح على مدار السنة.

## تاريخ
بدأت لجنة منتزة جزر الألفية في شراء الأراضي الزراعية في جزيرة ويلسلي في عام 1951 ، وافتتح منتزه جزيرة ويلسلي الحكومي في عام 1954. سبق المنتزه منتزهان حكوميان آخران في جزيرة ويليسلي، وهما نقطة الندى و نقطة واترسون، وكلاهما أنشئ في عام 1898 كجزء من محمية سانت لورانس.
في عام 2004 ، صنفت احتياطي أمريكا منتزه جزيرة ويلسلي الحكومي كواحد من أفضل 100 موقع تخييم في البلاد.

## الأنشطة والخدمات
يوفر منتزه ويلسلي الحكومي شاطئ آمن للسباحة والمشي لمسافات طويلة والصيد وصيد الأسماك والتزلج الريفي على الثلج وركوب الدراجات وبرامج الترفيهية. يشمل المنتزه مسار طبيعي، ومركز الطبيعة المشتركة مينا أنتوني، ومرسى وثلاث مقطورات للقوارب (يُسمح بالقوارب الكهربائية) ، وملعب جولف من تسعة حفر، وكبائن، وتخييم ومحطة تفريغ، ودش، وطاولات نزهة، وملعب، يمكن تناول الطعام في منطقة ترفيهية. تطل العديد من مسارات المشي لمسافات طويلة على خليج إيل. يسمح في المناطق المخصصه تحميل الرماية والتلقيم في المناطق المخصصة.

## روابط خارجية
- حديقة ولاية ويل سلي آيلا ند
- مينا أنتوني كومون ناي تشر سنتر
- مركز أصدقاء الطبيعة